# Norwegische Meisterschaften im Biathlon 1963
Die norwegischen Meisterschaften im Biathlon 1963 fanden am 3. März 1963 in Voss in der ehemaligen Provinz Hordaland statt. Ausgetragen wurde ein Einzelwettkampf über 20 Kilometer.
Sieger wurde der spätere Weltmeister Jon Istad, den ersten ausgetragenen Juniorenwettkampf entschied Jens Nygård für sich.

## Männer

### Einzel (20 km)
| Platz | Starter             | Verein      | Zeit      | Treffer |
| ----- | ------------------- | ----------- | --------- | ------- |
| 1     | Jon Istad           | HV-10/Voss  | 1:23:48 h | 17      |
| 2     | Olav Jordet         | HV-05/Tolga | 1:24:02 h | 17      |
| 3     | Magnar Ingebrigtsli | HV-12       | 1:24:25 h | 16      |
| 4     | Torgeir Tallerås    | IVSØ        | 1:25:26 h | 18      |
| 5     | Rolf Gaustad        | HV-12       | 1:25:56 h | 17      |
| 6     | Holger Rudberg      | HV-04       | 1:29:14 h | 16      |
| 7     | Ola Nygård          | HV-05       | 1:29:14 h | 17      |
| 8     | Even Stene          | HV-05       | 1:29:30 h | 15      |
| 9     | Gunnar Holst        | HV-10       | 1:29:56 h | 20      |
| 10    | Egil Nygård         | HV-05       | 1:30:31 h | 15      |

Start: 3. März 1963